# Wesprzyj się na mnie
Wesprzyj się na mnie – amerykański dramat obyczajowy z 1989 roku. Film oparty na faktach.

## Główne role
- Morgan Freeman – Joe Clark
- Beverly Todd – Pani Levias
- Robert Guillaume – Dr Frank Napier
- Alan North – Burmistrz Don Bottman
- Lynne Thigpen – Leonna Barrett
- Robin Bartlett – Pani Elliott
- Michael Beach – Pan Darnell
- Ethan Phillips – Pan Rosenberg
- Sandra Reaves-Phillips – Pani Powers
- Sloane Shelton – Pani Hamilton
- Jermaine Hopkins – Thomas Sams
- Karen Malina White – Kaneesha Carter
- Karina Arroyave – Maria
- Ivonne Coll – Pani Santos
- Regina Taylor – Pani Carter
- Michael P. Moran – Pan O'Malley

## Fabuła
Lata 60., Eastside High School w Paterson. Joe Clark, nauczyciel stosujący niekonwencjonalne metody nauczania, zostaje wyrzucony z pracy. Dwadzieścia lat później szkoła stała się "gniazdem przemocy" – bójki, gangi, handel narkotykami, niskie wyniki nauczania. Burmistrz miasta prosi o pomoc kuratorium, które wysyła Joe Clarka jako dyrektora. Ten stosując nietypowe metody zaczyna odnosić sukcesy.